# Postgraduales Studium
Ein postgraduales Studium ist ein Studium, das i. d. R. ein vorhergehendes erfolgreich abgeschlossenes Studium (in der Regel grundständiges Studium) voraussetzt. Ziel eines postgradualen Studiums ist in der Regel ein weiterer akademischer Grad, kann aber auch die Weiterbildung ohne weiteren akademischen Grad oder die Vorbereitung auf eine ergänzende Staatsprüfung sein. Das Curriculum wird oft in Form eines Hochschullehrgangs angeboten.
Der Begriff entstammt den englischsprachigen oder entsprechend inspirierten Bildungssystemen. Er geht auf das englische Verb (to) graduate zurück, dessen moderne Bedeutung sich auf das Erwerben eines Abschlusses bezieht, sowie auf das lateinische post in der Bedeutung von „nach“. Im angloamerikanischen Bildungssystem schließt der Begriff „Postgraduate“ allerdings auch PhD-Studenten mit ein, die in der Regel im Deutschen mit Doktoranden gleichgesetzt werden. 
Die Zulassung, Betreuung und Studiengebühren von Postgraduierten unterscheiden sich in aller Regel von denen der Erststudenten. Einige akademische Institutionen wie z. B. das Europäische Hochschulinstitut werden ausschließlich von Postgraduierten besucht. Eine mögliche Organisationsform sind Graduiertenkollegs.

## Bologna-Prozess
Typische postgraduale Studiengänge sind Masterstudiengänge und Promotionsstudiengänge. Die Dauer von Masterstudiengängen beträgt ein bis zwei Jahre, die Dauer von Promotionsstudiengängen ist beispielsweise in Bayern auf in der Regel drei Jahre begrenzt.
Bei den Masterstudiengängen werden konsekutive, nicht-konsekutive und weiterbildende Studiengänge unterschieden.
- Die konsekutiven Masterstudiengänge vertiefen ein vorhergehendes Bachelorstudium und ähneln damit im Umfang den traditionellen grundständigen Studiengängen wie beispielsweise den Diplomstudiengängen. Konsekutive Studiengänge werden daher oftmals trotz ihrer Eigenschaft als postgraduale Studiengänge wie Erststudien behandelt und somit in einigen Bundesländern nicht mit Studiengebühren belegt[2] oder sind förderungsfähig nach dem Bundesausbildungsförderungsgesetz. Die überwiegende Mehrheit der Masterstudiengänge fällt in diese Kategorie.[3]
- Nicht-konsekutive Masterstudiengänge schließen an ein beliebiges, abgeschlossenes Studium an. Ein häufiger solcher Masterabschluss ist der Master of Business Administration.
- Weiterbildende Masterstudiengänge ähneln den nicht-konsekutiven Studiengängen, setzen allerdings zusätzlich eine qualifizierte berufspraktische Erfahrung voraus.

## Deutschland

### Traditionelle Arten
Das Hochschulrahmengesetz unterscheidet innerhalb der postgradualen Studien zwischen Aufbaustudium, Ergänzungsstudium und Zusatzstudium, ohne eine jeweilige Definition zu geben.
Einige der Landeshochschulgesetze sehen ebenfalls solche Begriffe vor, allerdings ebenfalls ohne eigene Definition oder in unterschiedlichen Kontexten, so dass sich keine einheitliche Bedeutung festlegen lässt.
Hessen sieht beispielsweise keine dieser drei Studienarten vor.
Von den postgradualen Studiengängen als Aufbau-, Ergänzungs- und Zusatzstudien sind die Kontaktstudien bzw. allgemeiner weiterbildende Studiengänge im Sinne älterer Fassungen des Hochschulrahmengesetzes abzugrenzen. Die aktuelle Fassung des Hochschulrahmengesetzes sieht diese jedoch nicht mehr vor.

#### Aufbaustudium
Nach dem Berliner Hochschulgesetz dienen Aufbaustudiengänge „der Vertiefung eines Studiums zur Erlangung der Promotion“.
Das Statistische Bundesamt definiert das Aufbaustudium als ein „Studium nach einem bereits erreichten Hochschulabschluss, der in der Regel Voraussetzung für die Zulassung ist. Aufbaustudien sollen das Erststudium fachlich vertiefen oder inhaltlich ergänzen.“ Das konsekutive Masterstudium wird ausdrücklich ausgenommen, andere Masterstudiengänge werden jedoch als Aufbaustudium eingeordnet.

#### Ergänzungsstudium
Nach dem Berliner Hochschulgesetz dienen Ergänzungsstudien der Vermittlung weiterer beruflicher Qualifikationen.
Das Statistische Bundesamt definiert das Ergänzungsstudium als „Studienangebote (Studiengänge, Studieneinheiten, Kurse) für Absolventen eines Studienganges mit berufsqualifizierendem Studienabschluss in einer anderen als der bisher studierten Fachrichtung, mit denen eine ergänzende, vorrangig berufsbezogene (Teil-)Qualifikation vermittelt werden soll.“

#### Zusatzstudium
In Berlin dienen Zusatzstudien der Vermittlung weiterer wissenschaftlicher und künstlerischer Qualifikationen.
In Sachsen können Zusatzstudien im Gegensatz zu Aufbau- und Ergänzungsstudien nicht zu einem weiteren berufsqualifizierenden Hochschulabschluss führen.
Das Statistische Bundesamt definiert das Zusatzstudium als „Ein- bis zweijährige Studiengänge für Absolventen eines Studienganges mit erstem berufsqualifizierendem Studienabschluss in derselben Fachrichtung außerhalb geschlossener Studiensysteme, mit denen eine auf den abgeschlossenen Studiengang bezogene weitere (zusätzliche) Qualifikation vermittelt werden soll.“